# Wincing the Night Away
Albums de The Shins
Chutes Too Narrow
(2003)
Wincing the Night Away est le troisième album du groupe The Shins. Il a été édité en 2007 par le label Sub Pop Records.

## Liste des titres
1. Sleeping Lessons
2. Australia
3. Pam Berry
4. Phantom Limb
5. Sealegs
6. Red Rabbits
7. Turn on Me
8. Black Wave
9. Spilt Needles
10. Girl Sailor
11. A Comet Appears